# Fausse noblesse
La fausse noblesse comprend, en France, les personnes ou les familles qui prétendent appartenir à la noblesse française sans que ce soit le cas. La noblesse n'ayant plus d'existence juridique en France, vraie ou fausse noblesse ne correspondent toutefois plus à aucune distinction en droit.

## Historique

### Ancien Régime
Sous l'Ancien Régime, l'article 256 de l'édit de Blois de 1579, renouvelé par l'article 2 d'un édit de 1634, fut suivi de plusieurs déclarations qui interdisaient d'usurper les titres d'écuyer et de noble, ou de porter des armoiries timbrées d'une couronne, sans être capable de prouver cette qualité, sous peine de payer 2 000 livres d'amende la première fois.
« Défendons à tous nos sujets d'usurper le titre de noblesse, prendre la qualité d'écuyer, et de porter armoiries timbrées, à peine de deux mille livres d'amende, s'ils ne sont de maison et extraction noble. Enjoignons à nos procureurs généraux et leurs substituts, de faire les poursuites nécessaires contre les usurpateurs desdits titres et qualités. »
— Édit de 1634, article 2
« Nous défendons à toutes personnes de quelque qualité qu'elles soient, s'ils ne sont nobles, de prendre la qualité d'écuyer par écrit, ni faire mettre écussons et armoiries timbrées à leurs armes, à peine de mille livres d'amende, applicable moitié à notre profit, et l'autre moitié au dénonciateur. »
— Déclaration de 1655
« Que tous ceux qui depuis l'année 1606 se trouveront sans être nobles et sans titre valable, avoir indûment pris la qualité de chevalier ou d'écuyer, avec armes timbrées, et usurpé le titre de noblesse, ou exemption de tailles, soit de leur autorité, force et violence, tant en vertu des sentences et jugements donnés par les commissaires députés pour le régalement des tailles ou des francs-fiefs, que des sentences des élus et autres juges, qui se trouveront avoir été données par collusion et sous faux donné à entendre, soient imposés aux rolles des tailles des paroisses où ils sont demeurant, eu égard aux biens et facultés qu'ils possèdent, nonobstant lesdites sentences et jugements. Et pour l'indue usurpation par eux faite, qu'ils seront tenus nous payer, conformément au règlement des tailles de 1634, la somme de deux mille livres, et les deux sols pour livre, sur les rolles qui seront arrêtés en notre conseil. »
— Déclaration de 1656, réitérée en 1661
« Et que ceux qui ne produiront des titres et contrats que depuis et au-dessous de l'année 1560 soient déclarés roturiers, contribuables aux tailles et autres impositions, et condamnés en deux mille livres d'amende, et aux deux sols pour livre. »
— Déclaration de 1664
Des enquêtes étaient menées dans chaque province par des commissaires royaux pour rechercher la fausse noblesse. La plus connue de ces enquêtes fut celle menée aux XVIIe et XVIIIe siècles sous les rois Louis XIV et Louis XV. Lancée dans un but principalement fiscal, mais aussi pour vérifier que ceux qui se prévalaient alors d'une appartenance à la noblesse jouissaient de revenus nobles suffisants (fiefs, offices, rentes...) pour pouvoir librement servir le roi, cette enquête fut d'abord une procédure juridique. Les prétendants devaient fournir les preuves de leur appartenance à la noblesse ; une enquête était faite pour les vérifier, et si elles étaient fausses ou incomplètes, les intéressés étaient condamnés avec une amende pour « usurpation de noblesse ». Lorsque les preuves étaient jugées valables, les prétendants étaient « maintenus » dans leur noblesse.
François de Boutaric, professeur de droit en 1732, cite un arrêt du Conseil du roi pris en forme de règlement afin de comprendre, dit-il, comment et sous quelle condition on peut acquérir la noblesse par possession :
« Sa Majesté a ordonné et ordonne que ceux qui soutiendront être nobles soient tenus de justifier si comme eux, leurs père et ayeul ont pris la qualité de chevalier ou d'écuyer depuis l'année 1560 jusqu'à présent, et prouvent leur filiation, avec possession de fiefs, emplois et services de leurs auteurs, par des contrats de mariage, partages, et actes de tutelle, aveux et dénombrements, et autres actes authentiques, sans avoir fait ni commis aucune dérogeance, moyennant quoi ils seront maintenus.  »
— Arrêt du Conseil d'État du 19 mars 1667, pour l'instruction des commissaires qui furent pour lors nommés pour la recherche des faux nobles
Il poursuit en expliquant que toutes les qualification de noblesse qui figurent dans les actes depuis 1560 ne sont que des indices permettant de présumer la qualité de noble, mais que si on trouve avant cette date un seul signes de roture ou de dérogeance, ce qui n'était qu'une présomption de noblesse tombe.
« Et néanmoins, au cas où il soit rapporté aucune pièces par lesquelles il paraisse que les auteurs de ceux qui soutiennent leur noblesse, fussent roturiers avant l'année 1560, Sa Majesté entend que les Commissaires n'aient aucun égard aux qualifications (de noble) portées par lesdits contrats et actes (postérieurs).  »
— Arrêt du Conseil d'État du 19 mars 1667, pour l'instruction des commissaires qui furent pour lors nommés pour la recherche des faux nobles
La motivation des « déboutés » qui essayaient de passer outre à une condamnation pouvait être simplement la vanité, mais elle était souvent d’ordre fiscal, les nobles étant alors exemptés de la Taille qui servait à financer les armées du roi. En contrepartie, ils occupaient des emplois, le plus souvent militaires, peu lucratifs, voire onéreux. En effet, le noble qui n'avait plus de revenus nobles suffisants, et tirait une partie de ses ressources de professions dérogeantes (faire valoir direct d'un domaine agricole pour vendre les produits, marchand, négociant, banquier, domestique, notaire, procureur, greffier, huissier, etc.) perdait sa condition noble. Les preuves de filiation étaient donc insuffisantes, le constat d'une vie noble, et des revenus suffisants pour servir le roi, étaient tout aussi essentiel.

### XIXesiècle
La Révolution ayant grandement changé les mentalités, la notion même de noblesse a évolué. Le Premier Empire a surtout titré, ce qui à l'époque n'était pas un anoblissement, sauf pour quelques maréchaux et certains hauts cadres administratifs dotés de fiefs conquis à l'étranger, dont la possession valait noblesse locale.
La Restauration a rétabli l'ancienne noblesse et reconnu la noblesse d'Empire « La noblesse ancienne reprend ses titres; la nouvelle conserve les siens », sans accorder aucune fonction, ni obligation, ni privilège à cette noblesse restaurée qui n'est plus qu'honorifique « Le roi fait des nobles à volonté, mais il ne leur accorde que des rangs et des honneurs ».
Le 23 février 1848, l'abolition de la noblesse fut décrétée pour la dernière fois par la IIe République (mesure non abrogée depuis). Napoléon III accorda cependant quelques titres et confirmations de titres pendant son règne, mais dans des proportions considérablement moindres que son oncle un demi-siècle auparavant.
Depuis l'instauration de la IIIe République en 1870, la noblesse n'a plus d'existence légale. La République ne reconnaissant pas la noblesse, « qui est une qualité qui n'a plus d'effet juridique », ni la justice ni l'administration ne peuvent se prononcer sur la « noblesse » ou non d'une personne. Vraie et fausse noblesses ne peuvent donc prétendre qu'à une simple apparence sociale. L'adoption d'un faux titre permet parfois de mieux asseoir certaines prétentions[Lesquelles ?].

## Cas de fausse noblesse actuelle
Même si la noblesse n'a plus d'existence légale en France, il subsiste des familles qui ont un principe de noblesse française authentique, légalement reconnu sous les régimes monarchiques, et qui établissent jusqu'à nos jours leur filiation en ligne masculine, naturelle (hors adoption) et légitime (dans le cadre du mariage) jusqu'à celui de leur ancêtre ayant obtenu la qualité de noble, reconnue ou attribuée par le pouvoir souverain français, avec faculté de transmettre cette qualité.
On peut ranger dans la fausse noblesse française, sous réserve qu'elles prétendent y appartenir :
- les personnes portant le nom d'une famille de la noblesse française :
  - par filiation reconnue d'un père noble en dehors du mariage[4],
  - par transmission légale du nom en ligne féminine[n 1],
  - par adoption légale par un membre d'une famille de la noblesse française,
  - par décision de justice, après une demande de changement de nom, autorisant à substituer à leur nom celui d'une famille de la noblesse française ou à ajouter celui-ci à leur nom d'origine,
  - par le port du nom d'une famille homonyme sans principe légal de noblesse transmissible,
  - par l'appartenance à une branche qui n'a pas été anoblie,
  - par l'appartenance à une branche non maintenue noble pour cause de dérogeance avant 1789 ;
- les personnes qui ne portent pas le nom d'une famille de la noblesse française, mais qui revendiquent néanmoins la qualité de noble ;
- les personnes non nobles qui portent un titre de noblesse de fantaisie ou étranger.

## Cas des enfants nés hors mariage
Pour les enfants nés hors mariage, l’ordonnance du 4 juillet 2005, entrée en vigueur le 1er juillet 2006 et ratifiée par la loi du 16 janvier 2009, a unifié les conditions d'établissement et de contestation de la filiation des « enfants nés de parents mariés » et des « enfants nés de parents non mariés ». Ainsi depuis 2009, il n'y a plus de distinction légale entre filiation légitime et filiation naturelle.

## Ordres contemporains de chevalerie
Aucun ordre de chevalerie, même ceux reconnus officiellement par le Saint-Siège, tels que l'ordre souverain de Malte ou l'ordre équestre du Saint-Sépulcre de Jérusalem, ne peut anoblir. Ainsi, tout individu se prétendant noble sur la base de son appartenance à l'un de ses ordres appartient à la fausse noblesse.[À attribuer]
Cependant, les membres de ces ordres dûment reconnus peuvent légitimement se qualifier de « chevalier de l'ordre X », le titre de « chevalier » ne désignant pas ici une prétention nobiliaire.

## Situation contemporaine
Depuis 1932, l'Association d'entraide de la noblesse française (ANF) vise à rassembler les familles étant, selon ses propres critères, membres des familles subsistantes de la noblesse française. Cette association privée a reçu depuis sa fondation l'adhésion de plus de 2 400 familles et compte aujourd'hui plus de 6 000 membres. Depuis quelques années, certaines familles ont été radiées, le plus souvent parce que l'acte recognitif qui avait été initialement accepté a été ultérieurement jugé insuffisant et que les dites familles n'ont pas été en mesure de compléter leur dossier.
Au début du XXIe siècle, Pierre-Marie Dioudonnat recensait entre 5 000 et 6 000 familles françaises subsistantes qu'il qualifiait de « noblesse d'apparence » ou de « fausse noblesse française »,, et Éric Mension-Rigau en recensait environ 9 000.

## Hors de France
Au Royaume-Uni, fréquentes sont les ventes de seigneuries féodales qui confèrent le titre de Lord of the Manor, titre qui représente une dignité territoriale et non un titre de noblesse.
En Belgique, les noms à particule, tant en néerlandais qu'en français, ne sont pas toujours signe de l'appartenance à la noblesse du Royaume, toujours vivante et réglementée (voir Association de la noblesse du royaume de Belgique, ANRB).